# Rosalía Dans
Rosalía Collazo Dans, conocida artísticamente como Rosalía Dans (La Coruña, 1 de julio de 1955-Madrid, 18 de marzo de 2024) fue una actriz y pintora española.

## Biografía
Hija de la pintora María Antonia Dans, su salto a la popularidad se lo debía al personaje de Rosario en la serie de Televisión Española Los gozos y las sombras, que la convirtió en uno de los rostros más populares de la pequeña pantalla. Durante la década de 1980, mantuvo su presencia en televisión, interviniendo en series como Anillos de oro (1983), Goya (1985), Las aventuras de Pepe Carvalho (1986) o Lorca, muerte de un poeta (1987). 
También recorrió una pequeña trayectoria en la gran pantalla, destacando su participación en Amanece, que no es poco (1989), de José Luis Cuerda.
Apartada de la interpretación desde principios de la década de 1990, se dedicó a la pintura, remontándose su primera exposición al año 1986.
En 2009 publicó su primer libro de poemas, titulado La amatista.

## Cine
| Año  | Título                  | Personaje      | Dirección             |
| ---- | ----------------------- | -------------- | --------------------- |
| 1976 | Alcalde por elección    | Chica bailando | Mariano Ozores        |
| 1980 | Los primeros metros     |                | Varios directores     |
| 1986 | La gran comedia         | Josefina       | Juan Pinzás           |
| 1988 | Gallego                 | Mercedes       | Manuel Octavio Gómez  |
| 1989 | Amanece, que no es poco | Gabriela       | José Luis Cuerda      |
| 1990 | La seducción del caos   |                | Basilio Martín Patino |